# Episodi di Alfred Hitchcock presenta (serie televisiva 1955) (sesta stagione)
La sesta stagione della serie televisiva Alfred Hitchcock presenta è composta da 38 episodi, trasmessi per la prima volta negli Stati Uniti sulla NBC fra il 27 settembre 1960 e il 4 luglio 1961.
| n° | Titolo originale                  | Titolo italiano                                | Prima TV USA      | Prima TV Italia |
| -- | --------------------------------- | ---------------------------------------------- | ----------------- | --------------- |
| 1  | Mrs. Bixby and the Colonel's Coat | La signora Bixby e la pelliccia del colonnello | 27 settembre 1960 |                 |
| 2  | The Doubtful Doctor               | inedito                                        | 4 ottobre 1960    | inedito         |
| 3  | Very Moral Theft                  | Un furto a fin di bene                         | 11 ottobre 1960   |                 |
| 4  | The Contest for Aaron Gold        | inedito                                        | 18 ottobre 1960   | inedito         |
| 5  | The Five-Forty-Eight              | Il treno delle 17:48                           | 25 ottobre 1960   |                 |
| 6  | Pen Pal                           | Amore per posta                                | 1ºnovembre 1960   |                 |
| 7  | Outlaw in Town                    | inedito                                        | 15 novembre 1960  | inedito         |
| 8  | O Youth and Beauty!               | Ultimo ostacolo                                | 22 novembre 1960  |                 |
| 9  | The Money                         | inedito                                        | 29 novembre 1960  | inedito         |
| 10 | Sybilla                           | Sibilla                                        | 6 dicembre 1960   |                 |
| 11 | The Man with Two Faces            | inedito                                        | 13 dicembre 1960  | inedito         |
| 12 | The Baby-Blue Expression          | Angelo triste                                  | 20 dicembre 1960  |                 |
| 13 | The Man Who Found the Money       | Il piacere dell'onestà                         | 27 dicembre 1960  |                 |
| 14 | The Changing Heart                | inedito                                        | 3 gennaio 1961    | inedito         |
| 15 | Summer Shade                      | inedito                                        | 10 gennaio 1961   | inedito         |
| 16 | A Crime for Mothers               | inedito                                        | 24 gennaio 1961   | inedito         |
| 17 | The Last Escape                   | Ultima fuga                                    | 31 gennaio 1961   |                 |
| 18 | The Greatest Monster of Them All  | Un mostro del passato                          | 14 febbraio 1961  |                 |
| 19 | The Landlady                      | inedito                                        | 21 febbraio 1961  | inedito         |
| 20 | The Throwback                     | inedito                                        | 28 febbraio 1961  | inedito         |
| 21 | The Kiss-Off                      | Bacio d'addio                                  | 7 marzo 1961      |                 |
| 22 | The Horseplayer                   | Il Cavaliere vincente                          | 14 marzo 1961     |                 |
| 23 | Incident in a Small Jail          | Incidente in una piccola prigione              | 21 marzo 1961     |                 |
| 24 | A Woman's Help                    | inedito                                        | 28 marzo 1961     | inedito         |
| 25 | Museum Piece                      | Pezzo da museo                                 | 4 aprile 1961     |                 |
| 26 | Coming, Mama                      | inedito                                        | 11 aprile 1961    | inedito         |
| 27 | Deathmate                         | inedito                                        | 18 aprile 1961    | inedito         |
| 28 | Gratitude                         | Gratitudine                                    | 25 aprile 1961    |                 |
| 29 | The Pearl Necklace                | inedito                                        | 2 maggio 1961     | inedito         |
| 30 | You Can't Trust a Man             | inedito                                        | 9 maggio 1961     | inedito         |
| 31 | The Gloating Place                | Bugia                                          | 16 maggio 1961    |                 |
| 32 | Self Defense                      | inedito                                        | 23 maggio 1961    | inedito         |
| 33 | A Secret Life                     | inedito                                        | 31 maggio 1961    | inedito         |
| 34 | Servant Problem                   | inedito                                        | 6 giugno 1961     | inedito         |
| 35 | Coming Home                       | Venti anni dopo                                | 13 giugno 1961    |                 |
| 36 | Final Arrangements                | inedito                                        | 20 giugno 1961    | inedito         |
| 37 | Make My Death Bed                 | Canzone galeotta                               | 27 giugno 1961    |                 |
| 38 | Ambition                          | inedito                                        | 4 luglio 1961     | inedito         |

## La signora Bixby e la pelliccia del colonnello
- Titolo originale: Mrs. Bixby and the Colonel's Coat
- Diretto da: Alfred Hitchcock
- Scritto da: Halsted Welles (sceneggiatura) e Roald Dahl (soggetto)

### Trama
La signora Bixby e il marito dentista vivono in un appartamento di New York. Una volta al mese, la signora Bixby si reca da New York City a Baltimora, dicendo al marito che fa visita alla sua anziana zia; ma in realtà ha una relazione adulterina con un colonnello.
Mentre si prepara a partire dopo una di queste visite a Baltimora, la signora Bixby riceve un pacco dal colonnello contenente una lettera e un regalo costoso: una pelliccia di visone scuro. La lettera del colonnello informa la signora Bixby che non possono più vedersi e le suggerisce di dire a suo marito che la pelliccia di visone è un regalo di Natale di sua zia. La signora Bixby è disperata mentre legge la lettera: sua zia è troppo povera per essere credibile come autrice del regalo. 
Tuttavia, la signora Bixby è intenzionata a tenersi il cappotto ed escogita un piano. Al suo ritorno a New York visita un banco dei pegni e impegna la pelliccia per 50 dollari. L'agente di pegno le dà una ricevuta, che lei si rifiuta di contrassegnare con qualsiasi tipo di nome o descrizione. La ricevuta le garantisce il diritto di reclamare il cappotto in qualsiasi momento. Dice a suo marito di aver trovato la ricevuta nel taxi. Il marito decide che sarebbe meglio riscattare la ricevuta, nonostante le obiezioni della signora Bixby.
Il giorno successivo, il signor Bixby va al banco dei pegni per riscattare la ricevuta e reclamare l'oggetto che rappresenta. La signora Bixby è eccitata e si precipita nell'ufficio di suo marito. È inorridita quando lui mostra con orgoglio una piccola stola rognosa e non la sua pelliccia. Dice alla moglie che è un vero visone e che dovrebbe considerarlo il suo regalo di Natale.
La signora Bixby inizialmente crede che l'agente dei pegni abbia venduto il suo cappotto e intende affrontarlo. Ma mentre lascia l'ufficio di suo marito, la segretaria del signor Bixby, la signorina Pulteney, le passa davanti con orgoglio, indossando il cappotto di visone. È implicito che il signor Bixby abbia una relazione con la signorina Pulteney, abbia deciso di darle il cappotto e abbia acquistato invece una stola a buon mercato per sua moglie. Poiché la signora Bixby non può chiedere indietro il cappotto senza rivelare la propria relazione, questa finisce imbrogliata dal suo stesso imbroglio.
- Interpreti: Audrey Meadows (signora Bixby), Les Tremayne (dottor Bixby).

## The Doubtful Doctor
- Diretto da: Arthur Hiller
- Scritto da: Jerry Sohl (sceneggiatura) e Louis Paul (soggetto)

### Trama
Durante una giornata piena di stress, Ralph Jones litiga con sua moglie, Lucille, e poi viaggia misteriosamente due anni indietro nel tempo, a quando era ancora scapolo. Ralph trova Lucille, ma quello che avrebbe dovuto essere il loro primo appuntamento è un disastro. Con il cuore spezzato, Ralph salta nel fiume e si sveglia di nuovo nel suo normale "presente". Più tardi, lo psichiatra di Ralph gli dice che l'episodio era solo un sogno, ma Ralph ha un set di figurine di baseball che ha portato indietro dal suo viaggio.
- Interpreti: Dick York (Ralph Jones), Gena Rowlands (Lucille Jones).

## Un furto a fin di bene
- Titolo originale: A Very Moral Theft
- Diretto da: Norman Lloyd
- Scritto da: Allan Gordon (sceneggiatura) e Jack Dillon (soggetto)

### Trama
La zitella Helen esce con Harry Wade, un rude proprietario di un deposito di legname che il fratello di Helen, John, crede sia un truffatore. Quando Harry sta per andare in fallimento, Helen "prende in prestito" 8.000 dollari dal suo ufficio per aiutare Harry. Quando Harry viene a sapere di questo, le ripaga i soldi prendendoli in prestito dai suoi "amici". Una settimana dopo, Helen scopre che Harry è morto per ottenere i soldi per lei.
- Interpreti: Betty Field (Helen), Walter Matthau (Harry Wade).

## The Contest for Aaron Gold
- Diretto da: Norman Lloyd
- Scritto da: William Fay (sceneggiatura) e Philip Roth (soggetto)

### Trama
Bernie Samuelson è un insegnante di arti della ceramica in un campo estivo per bambini. Fin dal primo giorno, nota che il giovane Aaron Gold ha un vero talento per la scultura. Aaron preferisce di gran lunga la ceramica alle lezioni di nuoto, ma quando Stern, il direttore del campo, critica Bernie perché Aaron arriva sempre in ritardo alle lezioni di nuoto, Bernie promette di non trattenerlo. Dopo alcune settimane, però, Bernie lascia che Aaron salti il nuoto e poi scopre che Aaron deve ancora completare tutte le altre attività del campo. Con l'avvicinarsi del giorno dei genitori, Stern va su tutte le furie quando si rende conto che Aaron deve ancora completare la sua scultura. Poiché Aaron non ottiene risultati, il direttore del campo ordina a Bernie di "finire" la scultura di Aaron di un cavaliere con un braccio solo per mostrarla al padre di Aaron. Bernie aggiunge il braccio, cosa che sconvolge profondamente Aaron, perché la statua è un omaggio al padre di Aaron, che ha solo un braccio.
- Interpreti: Barry Gordon (Aaron Gold), Sydney Pollack (Bernie Samuelson), Frank Maxwell (signor Stern).

## Il treno delle 17:48
- Titolo originale: The Five-Forty-Eight
- Diretto da: John Brahm
- Scritto da: Charlotte Armstrong (sceneggiatura) e John Cheever (soggetto)

### Trama
La signorina Dent era la segretaria del signor Blake, ma è stata licenziata il giorno dopo che hanno iniziato una relazione. Dopo settimane in cui è stata evitata, la signorina Dent mette finalmente all'angolo il signor Blake sotto la minaccia delle armi e lo tiene in ostaggio durante il tragitto in treno, per dirgli tutto quello che si teneva dentro.
- Interpreti: Phyllis Thaxter (signorina Dent), Zachary Scott (signor Blake).

## Amore per posta
- Titolo originale: Pen Pal
- Diretto da: John Brahm
- Scritto da: Hilary Murray (sceneggiatura), Henry Slesar e Jay Folb

### Trama
L'anziana signorina Lowen viene a sapere dal detective Berger che sua nipote Margie ha scambiato lettere romantiche con il detenuto Rod Collins negli ultimi due anni, e Collins è appena scappato di prigione e potrebbe venire a prenderla. Quando Collins irrompe nella casa della signorina Lowen in cerca di Margie, la signorina Lowen mette fuori combattimento Collins e chiama la polizia, che lo cattura. All'insaputa di tutti, la signorina Lowen è quella che ha sempre scritto a Collins, usando il nome di sua nipote.
- Interpreti: Clu Gulager (Rod Collins), Katherine Squire (signorina Lowen).

## Outlaw in Town
- Diretto da: Herschel Daugherty
- Scritto da: Michael Fessier

### Trama
Tony Lorca è un fuorilegge che arriva in una piccola città durante una bufera di neve. I cittadini scoprono che c'è una ricompensa di 5.000 dollari per consegnare Tony, quindi varie persone fanno un'offerta per la sua custodia. Tuttavia, "Tony" è in realtà Pepe, il fratello del vero Tony. Tony è morto un anno prima e Pepe ha finto di essere Tony per truffare le persone con i loro soldi.
- Interpreti: Ricardo Montalban (Tony Lorca), Constance Ford (Shasta Cooney).

## Ultimo ostacolo
- Titolo originale: O Youth and Beauty!
- Diretto da: Norman Lloyd
- Scritto da: Halsted Welles (sceneggiatura) e John Cheever (soggetto)

### Trama
Cash Bentley è un ex campione di corsa a ostacoli che è amareggiato dal fatto che i suoi giorni di gloria siano passati. Nonostante le proteste di sua moglie Louise e i suoi limiti fisici, Cash continua a correre, venendo deriso ogni volta dagli altri. Una notte, Cash dà a Louise la sua pistola e le chiede di sparare in aria in modo che possa correre un'ultima volta. Louise, che non ha familiarità con le pistole, gli spara accidentalmente.
- Interpreti: Gary Merrill (Cash Bentley), Patricia Breslin (Louise Bentley).

## The Money
- Diretto da: Alan Crosland Jr.
- Scritto da: Henry Slesar

### Trama
Il piccolo truffatore Larry trova lavoro presso il ricco Stefan Bregornick, che conosceva il padre di Larry ed è un importatore di beni rubati. Quattro mesi dopo l'inizio del lavoro, Larry ruba 30.000 dollari da Bregornick, ma li restituisce poche ore dopo, scusandosi per il suo momento di debolezza. La ragazza di Larry, Angie, è arrabbiata per la restituzione dei soldi da parte di Larry, ma Larry spiega che ora ha la fiducia di Bregornick e che presto avrà l'opportunità di rubare una cifra maggiore.
- Interpreti: Robert Loggia (Larry Chetnick), Will Kuluva (Stefan Bregornick), Doris Dowling (Angie).

## Sibilla
- Titolo originale: Sybilla
- Diretto da: Ida Lupino
- Scritto da: Charlotte Armstrong (sceneggiatura) e Margaret Manners (soggetto)

### Trama
La nuova moglie di Horace Meade, Sybilla è perfettamente obbediente e accetta tutte le sue richieste non convenzionali. Nonostante questo, Horace si sente a disagio con lei e cerca di avvelenarla, ma viene misteriosamente contrastato. Horace conclude che Sybilla sapeva del veleno e ha fatto un accordo con il suo avvocato nel caso in cui lei muoia, e la sua unica scelta è mantenerla viva e sana. Dopo 10 anni di matrimonio, Sybilla muore per cause naturali. Horace scopre che non c'era alcun accordo e si rende conto che alla fine l'amava veramente.
- Interpreti: Alexander Scourby (Horace Meade), Barbara Bel Geddes (Sybilla Meade).

## The Man with Two Faces
- Diretto da: Stuart Rosenberg
- Scritto da: Henry Slesar

### Trama
Mentre sfoglia le foto segnaletiche, l'anziana Alice Wagner trova la foto di un uomo che assomiglia al marito della sua amata figlia. Le viene assicurato dall'ufficiale di polizia il tenente Meade che si tratta di una coincidenza, ma in seguito rimane scioccata quando si scopre che sia sua figlia che suo genero sono criminali ricercati.
- Interpreti: Spring Byington (Alice Wagner), Stephen Dunne (tenente Meade).

## Angelo triste
- Titolo originale: The Baby-Blue Expression
- Diretto da: Arthur Hiller
- Scritto da: Helen Nielsen (sceneggiatura) e Mary Stolz (soggetto)

### Trama
La scervellata signora Barrett cospira con il suo amante Philip per uccidere suo marito James mentre è via per un viaggio d'affari. Spedisce erroneamente una lettera incriminante sul piano di omicidio a James e cerca freneticamente di riaverla, ma fallisce.
- Interpreti: Sarah Marshall (signora Barrett).

## Il piacere dell'onestà
- Titolo originale: The Man Who Found the Money
- Diretto da: Alan Crosland Jr.
- Scritto da: Allan Gordon (sceneggiatura) e James E. Cronin (soggetto)

### Trama
Mentre è in vacanza a Las Vegas, William Benson si imbatte in una graffetta contenente 92.000 dollari. Nonostante sia tentato di rubare il denaro, denuncia il ritrovamento in modo che possa essere restituito al suo proprietario, il magnate dei casinò Newsome. Tuttavia, la graffetta dovrebbe contenere 102.000 dollari e il signor Newsome rapisce la moglie di Benson, chiedendo a Benson di "restituire" i soldi mancanti.
- Interpreti: Arthur Hill (William Benson), Rod Cameron (signor Newsome).

## The Changing Heart
- Diretto da: Robert Florey
- Scritto da: Robert Bloch

### Trama
Cercando di far riparare un vecchio orologio da taschino, Dane Ross si ferma nel negozio di Ulrich Klemm. È stupito dai racconti del vecchio sugli orologi speciali che ha costruito nel corso degli anni con parti mobili come soldati in marcia e uccelli in volo. Fanno amicizia e a Dane viene chiesto di restare a cena, cosa che accetta volentieri, soprattutto dopo aver incontrato la graziosa nipote di Ulrich, Lisa. Con il tempo, Dane e Lisa si innamorano, ma Ulrich è molto protettivo nei confronti di Lisa e si rifiuta di far sposare la coppia. Dane lascia la città con il cuore spezzato e apprende tramite un'amica che Lisa si è ammalata gravemente. Quando Dane ritorna, Ulrich è morto, sfinito dal suo lavoro di "salvare" Lisa, trasformandola in un automa meccanico.
- Interpreti: Nicholas Pryor (Dane Ross), Anne Helm (Lisa Klemm), Abraham Sofaer (Ulrich Klemm).

## Summer Shade
- Diretto da: Herschel Daugherty
- Scritto da: Harold Swanton (sceneggiatura) e Nora H. Caplan (soggetto)

### Trama
Non molto tempo dopo che Phyllis e Ben Kendall si sono trasferiti nella casa che hanno comprato dall'anziana Amelia Gastiell, la loro figlia Katie afferma di essersi fatta una nuova amica, "Lettie", che i suoi genitori non vedono mai. Phyllis sospetta che Lettie sia Lauretta Bishop, una ragazza puritana morta nel 1694. Quando Ben chiede ad Amelia di trovare una nuova amica per Katie, Amelia porta "Judy" a casa loro, ma Judy è in realtà Lettie, che è anche Lauretta Bishop.
- Interpreti: Julie Adams (Phyllis Kendall), James Franciscus (Ben Kendall), Veronica Cartwright (Judy Davidson), Susan Gordon (Kate Kendall), Charity Grace (Amelia Gastell), John Hoyt (reverendo).

## A Crime for Mothers
- Diretto da: Ida Lupino
- Scritto da: Henry Slesar

### Trama
La signora Meade vuole estorcere denaro a Jane e Ralph Birdwell, la coppia che ha cresciuto la figlia abbandonata della signora Meade, Eileen, come propria. Meade si allea con l'investigatore privato Phil Ames per rapire Eileen, ma si scopre che è una trappola, poiché Phil è un amico dei Birdwell.
- Interpreti: Claire Trevor (signora Meade), Biff Elliot (Phil Ames).

## Ultima fuga
- Titolo originale: The Last Escape
- Diretto da: Paul Henreid
- Scritto da: Henry Slesar

### Trama
Joe e Wanda Ferlini sono marito e moglie artisti della fuga, anche se la loro relazione coniugale è tesa. Quando Joe esegue una pericolosa fuga dall'acqua, Wanda cambia le chiavi, facendolo annegare. Tuttavia, al funerale un medico legale apre la bara, rivelando al pubblico che è vuota. L'agente di Joe ha organizzato privatamente che Joe fosse sepolto in un posto segreto come "fuga" finale, ma a causa dell'acrobazia, Wanda impazzisce.
- Interpreti: Keenan Wynn (Joe Ferlini), Jan Sterling (Wanda Ferlini).

## Un mostro del passato
- Titolo originale: The Greatest Monster of Them All
- Diretto da: Robert Stevens
- Scritto da: Robert Bloch (sceneggiatura) e Bryce Walton (soggetto)

### Trama
Lo sceneggiatore Fred Logan chiede al suo regista Morty Lenton di scegliere l'attore veterano dell'horror Ernst von Croft nel loro ultimo film. Sebbene Fred e von Croft credano che sia un normale film horror, Morty lo ha rielaborato come una parodia horror, il che mette in imbarazzo von Croft. Per vendetta, von Croft si traveste da vampiro e uccide Morty prima di suicidarsi.
- Interpreti: William Redfield (Fred Logan), Richard Hale (Ernst von Croft), Sam Jaffe (Hal Ballew), Robert H. Harris (Morty Lenton).

## The Landlady
- Diretto da: Paul Henreid
- Scritto da: Robert Bloch (sceneggiatura), Roald Dahl (soggetto)

### Trama
Billy Weaver trova alloggio nella casa di un'amichevole padrona di casa. La padrona di casa continua a riferirsi ad altri due inquilini, ma Weaver non li vede mai. Un giorno Weaver beve una tazza di tè preparata dalla sua padrona di casa e diventa completamente immobile. La padrona di casa ha l'hobby di collezionare e imbottire i suoi "animali domestici", inclusi gli inquilini che le piacciono.
- Interpreti: Dean Stockwell (Billy Weaver), Patricia Collinge (la padrona di casa).

## The Throwback
- Diretto da: John Brahm
- Scritto da: Henry Slesar

### Trama
Enid ha due amanti, Eliot Gray e Cyril Hardeen. I due uomini si incontrano e il più anziano e sofisticato Cyril fa sembrare che Eliot lo abbia picchiato. Enid si rifiuta di credere alla verità e lascia Eliot per Cyril.
- Interpreti: Scott Marlowe (Eliot Gray), Murray Matheson (Cyril Hardeen), Joyce Meadows (Enid).

## Bacio d'addio
- Titolo originale: The Kiss-Off
- Diretto da: Alan Crosland Jr.
- Scritto da: Talmage Powell (sceneggiatura), John Foran (soggetto)

### Trama
Ernie Walters è appena uscito di prigione, dopo aver scontato sei anni per un crimine del quale è stato dimostrato che era innocente. Per vendicarsi del detective e del procuratore distrettuale che lo hanno condannato, Ernie rapina l'ufficio delle tasse e commette abbastanza "errori" nel suo piano che il detective e il procuratore distrettuale sospettano subito di lui, ma non hanno prove sufficienti per accusarlo.
- Interpreti: Rip Torn (Ernie Walters).

## Il Cavaliere vincente
- Titolo originale: The Horseplayer
- Diretto da: Alfred Hitchcock
- Scritto da: Henry Slesar

### Trama
L'ultimo arrivato nella chiesa di Padre Amion è Sheridan, un giocatore d'azzardo che crede che la preghiera abbia causato il suo recente successo alle corse di cavalli. Padre Amion disapprova il gioco d'azzardo ma, a causa della mancanza di fondi per riparare la chiesa, dà a Sheridan i risparmi di una vita su un cavallo "sicuro" vincente. Padre Amion si pente subito e prega che il cavallo perda. Sheridan torna con la notizia che il cavallo ha mancato di poco la vittoria e dichiara che smetterà di giocare, il che fa piacere a padre Amion. Tuttavia, padre Amion è sorpreso di riavere indietro i suoi soldi con un piccolo extra, perché Sheridan aveva scommesso che il cavallo arrivasse fra i primi due, non primo.
- Interpreti: Claude Rains (Padre Amion), Ed Gardner (Sheridan).

## Incidente in una piccola prigione
- Titolo originale: Incident in a Small Jail
- Diretto da: Norman Lloyd
- Scritto da: Henry Slesar

### Trama
Il commesso viaggiatore Leon Gorwald viene arrestato per un'infrazione stradale in una piccola città e messo in prigione con un sospetto serial killer. Il sospetto scappa poco prima che una folla linciatrice prenda d'assalto la prigione; Gorwald viene erroneamente preso per essere impiccato, ma viene salvato dallo sceriffo all'ultimo momento. Tuttavia, il sospetto evaso era un uomo innocente mentre Gorwald era il vero assassino.
- Interpreti: John Fiedler (Leon Gorwald), Richard Jaeckel (il sospetto), Crahan Denton (lo sceriffo).

## A Woman's Help
- Diretto da: Arthur Hiller
- Scritto da: Henry Slesar

### Trama
Arnold è controllato dalla moglie prepotente ma invalida, Elizabeth. Quando l'attraente signorina Greco viene assunta come infermiera di Elizabeth, lei e Arnold iniziano una relazione e avvelenano lentamente Elizabeth con un'overdose di medicine. Prima che possa morire, Elizabeth li sorprende a baciarsi e licenzia la signorina Greco. Elizabeth quindi assume una donna anziana come sua infermiera, non sapendo che la donna è la madre di Arnold, che lo aiuta a continuare ad avvelenare Elizabeth.
- Interpreti: Geraldine Fitzgerald (Elizabeth), Scott McKay (Arnold), Antoinette Bower (signorina Greco).

## Pezzo da museo
- Titolo originale: Museum Piece
- Diretto da: Paul Henreid
- Scritto da: Harold Swanton (sceneggiatura) e William C. Morrison (soggetto)

### Trama
Il signor Hollister è curatore di un piccolo museo che espone oggetti decorativi e resti umani. Riceve la visita di Newton B. Clovis che afferma di essere un archeologo-psicologo. Hollister gli dice che la collezione del museo è stata realizzata da suo figlio, Ben, morto dopo essere stato erroneamente condannato per omicidio di primo grado. Viene rivelato che lo scheletro moderno nel museo appartiene al procuratore distrettuale che ha condannato Ben e che Clovis sta indagando sull'omicidio.
- Interpreti: Larry Gates (signor Hollister), Myron McCormick (Newton B. Clovis).

## Coming, Mama
- Diretto da: George Stevens Jr.
- Scritto da: James P. Cavanagh (sceneggiatura) e Henriette McClelland (soggetto)

### Trama
Lucy Baldwin si precipita a casa quando sente che sua madre si è ammalata, ma quando arriva, sua madre sembra stare bene. Pare che sua madre sia molto possessiva e il dottore conferma a Lucy che sua madre ha finto di stare male solo perché era fuori con il suo amico, Arthur. Sembra che sua madre l'abbia già fatto prima e Arthur, che vuole davvero sposare Lucy, le dice che ha solo fino al giorno successivo per scegliere tra lui o sua madre. Nel disperato tentativo di uscire dalla sua situazione, Lucy fa un'overdose di sonnifero a sua madre, uccidendola. Tuttavia, dopo che Lucy ha sposato Arthur, scopre che la madre di Arthur è esattamente lo stesso tipo di donna esigente e ipocondriaca che era stata sua madre.
- Interpreti: Eileen Heckart (Lucy Baldwin), Don DeFore (Arthur Clark).

## Deathmate
- Diretto da: Alan Crosland Jr.
- Scritto da: Bill S. Ballinger (sceneggiatura), James Causey (soggetto)

### Trama
Fred Sheldon è un truffatore che prende di mira le donne sposate benestanti. La sua attuale truffa su Lisa Talbot è minacciata dall'investigatore privato Alvin Moss, che conosce il suo passato. Fred uccide il marito di Lisa, ma poi scopre che Moss è stato assunto da Lisa, che ha usato Fred per uccidere suo marito.
- Interpreti: Lee Philips (Fred Sheldon), Gia Scala (Lisa Talbot), Russell Collins (Alvin Moss).

## Gratitudine
- Titolo originale: Gratitude
- Diretto da: Alan Crosland Jr.
- Scritto da: William Fay (sceneggiatura), Brian Oswald Donn-Byrne (soggetto)

### Trama
New York, 1916. Meyer Fine è il proprietario di un casinò con una paralizzante paura della morte. Quando commette un errore che minaccia i suoi affari, i suoi ex soci lo colpiscono. Meyer è terrorizzato dall'attesa che agiscano, quindi implora il suo fedele cameriere, John, di aiutarlo a uccidersi prima.
- Interpreti: Peter Falk (Meyer Fine), Paul Hartman (John).

## The Pearl Necklace
- Diretto da: Don Weis
- Scritto da: Peggy O'Shea e Lou Shaw

### Trama
Il ricco sessantacinquenne Howard Rutherford fa una proposta di matrimonio alla venticinquenne Charlotte. L'attuale amante di Charlotte, Mark, dice a Charlotte di accettare in modo che possano vivere della fortuna di Howard quando lui muore. Tuttavia, Howard vive per anni e Mark sposa un'altra donna e ha un figlio. Howard alla fine muore a 90 anni e, con sgomento di Mark, Charlotte inizia una nuova storia d'amore con suo figlio, Billy, che ha 20 anni.
- Interpreti: Hazel Court (Charlotte Rutherford), Ernest Truex (Howard Rutherford), Jack Cassidy (Mark Lansing).

## You Can't Trust a Man
- Diretto da: Paul Henreid
- Scritto da: Helen Nielsen

### Trama
La cantante di successo Crystal Coe ha cercato di cancellare tutte le prove del suo sordido passato, e l'unica persona a sapere la verità è Tony, il suo ex-marito, che ha trascorso sette anni in prigione dopo essersi incolpato del furto di Crystal. Tony nutre rancore verso di lei per essersi risposata senza divorziare da lui. La rintraccia nonostante abbia cambiato nome e la tormenta, senza darle pace. Crystal spara a Tony e fa sembrare che si stesse difendendo da un comune stalker. Tuttavia, viene a sapere che Tony ha depositato un brevetto per invenzione e la polizia sta rintracciando i suoi beneficiari.
- Interpreti: Polly Bergen (Crystal Coe), Joe Maross (Tony Coe).

## Bugia
- Titolo originale: The Gloating Place
- Diretto da: Alan Crosland Jr.
- Scritto da: Robert Bloch

### Trama
La solitaria studentessa delle superiori Susan Harper finge di essere stata attaccata da un uomo mascherato per attirare l'attenzione. Ha successo, ma quando la comunità passa alla prossima grande novità, strangola la ragazza più popolare della scuola per far credere che "l'uomo mascherato" sia responsabile. Susan è felice di essere di nuovo al centro dell'attenzione, ma le sue azioni hanno ispirato un uomo mascherato imitatore, che la attacca e la strangola.
- Interpreti: Susan Harrison (Susan Harper), Henry Brandt (uomo mascherato).

## Self Defense
- Diretto da: Paul Henreid
- Scritto da: John T. Kelley

### Trama
Gerald Clark è un ex soldato con disturbo da stress post-traumatico. Quando viene tenuto sotto tiro da un giovane rapinatore, spara al ragazzo, uccidendolo. Sebbene Gerald sia esonerato dalla polizia, la madre del ragazzo, la signora Philips, affronta Gerald con una pistola, chiedendo di sapere perché ha sparato tre colpi mortali di fila. Dopo una situazione di stallo, la signora Philips mette via la pistola, ma Gerald le spara ripetutamente.
- Interpreti: George Nader (Gerald Clark), Audrey Totter (signora Philips).

## A Secret Life
- Diretto da: Don Weis
- Scritto da: Jerry Sohl (sceneggiatura), Nicholas Monsarrat (soggetto)

### Trama
James vuole divorziare dalla moglie Marjorie, ma non ha una scusa per farlo. Assume con riluttanza un investigatore privato che segue Marjorie ed è scioccato nel sentire che sua moglie ha organizzato feste e ha un attore come amante. James diventa geloso e si riconcilia con Marjorie, ma in seguito scopre che l'investigatore aveva seguito la donna sbagliata, un'attrice che assomiglia molto a Marjorie.
- Interpreti: Ronald Howard (James Howgill), Mary Murphy (Estelle), Patricia Donahue (Marjorie Howgill).

## Servant Problem
- Diretto da: Alan Crosland Jr.
- Scritto da: Henry Slesar

### Trama
L'autore di successo Kerwin Drake riceve una visita a sorpresa da Molly, la moglie che aveva lasciato 22 anni fa. Kerwin si è rifatto una vita e si rifiuta di riconoscere Molly, dicendo ai suoi amici che lei è la sua cuoca. Più tardi, Kerwin fa visita a Molly nella sua stanza e, dopo una discussione, la strangola a morte. All'omicidio ha assistito uno degli amici di Kerwin, che era nell'appartamento per assumere Molly come cuoca.
- Interpreti: Jo Van Fleet (Molly Drake), John Emery (Kerwin Drake).

## Venti anni dopo
- Titolo originale: Coming Home
- Diretto da: Alf Kjellin
- Scritto da: Henry Slesar

### Trama
Harry Beggs esce di prigione con oltre 1.600 dollari, guadagnati in 20 anni di lavoro forzato. Si ferma in un bar e viene indotto con l'inganno da una giovane donna di nome Angela a ubriacarsi, e tutti i suoi soldi vengono rubati. Più tardi Harry va a casa della sua ex moglie Edith per una riunione, ed è costernato di scoprire che Angela è sua figlia.
- Interpreti: Crahan Denton (Harry Beggs), Jeanette Nolan (Edith Beggs).

## Final Arrangements
- Diretto da: Gordon Hessler
- Scritto da: Robert Arthur (sceneggiatura), Lawrence A. Page (soggetto)

### Trama
Leonard Thompson è stanco di essere bloccato con la moglie invalida Elise e desidera ardentemente l'avventura altrove. Compra del veleno e prende accordi sontuosi con un'impresa di pompe funebri, ma non per lei. Leonard, infatti, si suicida.
- Interpreti: Martin Balsam (Leonard Thompson), Vivian Nathan (Elise Thompson), Slim Pickens (Bradshaw).

## Canzone galeotta
- Titolo originale: Make My Death Bed
- Diretto da: Arthur Hiller
- Scritto da: Henry A. Cogge (sceneggiatura), Babs H. Deal (soggetto)

### Trama
La sposata Elise Taylor ha una relazione con lo sposato Bish Darby. Mentre la moglie di Bish è via, il marito di Elise si avvicina alla coppia e spara a Bish, uccidendolo. Quando la polizia chiama la moglie di Bish, lei confessa l'omicidio, pensando che Bish abbia bevuto il suo dolcificante avvelenato.
- Interpreti: Diana Van der Vlis (Elise Taylor), James Best (Bish Darby).

## Ambition
- Diretto da: Paul Henreid
- Scritto da: Joel Murcott (sceneggiatura), Charles Boeckman (soggetto)

### Trama
Il procuratore distrettuale Rudy Cox ha nascosto la sua relazione con il boss del crimine Marc Davis, che gli ha salvato la vita durante la guerra anni fa. Davis incontra segretamente Cox per dirgli che sta rigando dritto e lascerà il crimine. Tuttavia, il giorno successivo viene ucciso un testimone cruciale e l'unico alibi di Davis è che era con Cox al momento dell'omicidio, ma Cox si rifiuta di riconoscere Davis.
- Interpreti: Leslie Nielsen (Rudy Cox), Harold J. Stone (Marc Davis).